# Micronissa margaritata
Micronissa margaritata är en fjärilsart som beskrevs av Swinhoe. Micronissa margaritata ingår i släktet Micronissa och familjen mätare. Inga underarter finns listade i Catalogue of Life.